# FIFA 2001
FIFA 2001 – komputerowa gra sportowa o tematyce piłki nożnej, wyprodukowana przez EA Sports i wydana w 2000 roku przez Electronic Arts. Należy ona do serii gier komputerowych FIFA. Gra została wydana na Microsoft Windows, PlayStation oraz PlayStation 2.
W grze FIFA 2001 wprowadzono nowy silnik graficzny, poprawiający animację postaci oraz pozwalający na pokazywanie zgodnych z rzeczywistością twarzy piłkarzy. Gra była też pierwszą z serii, w której znalazły się licencjonowane godła reprezentacji narodowych.